# 扎普西利亞 (蘇梅區)
51°1′27″N 35°12′52″E / 51.02417°N 35.21444°E
扎普西利亞（烏克蘭語：Запсілля）是位於烏克蘭東北部的村莊，由蘇梅州蘇梅區的米羅皮利亞市鎮負責管轄。該村處於普肖爾河右岸，距離莫赫里察6公里，海拔高度140米，2001年該村落人口657。